# Рудолфинум
Рудолфинум је зграда у Прагу, у Чешкој. Дизајниран је у неоренесансном стилу и налази се на тргу Јана Палаха на обали реке Влтаве. Од свог отварања 1885. године, био је повезан са музиком и уметношћу. Тренутно се у згради налазе Чешки филхармонијски оркестар и Галерија Рудолфинум. Његова највећа музичка сала, Дворжакова дворана, једно је од главних места одржавања Међународног музичког фестивала Прашко пролеће и позната је по одличној акустици.

## Намена
Рудолфинум је дом Чешке филхармоније од 1946. године и једно је од главних места одржавања Међународног музичког фестивала Прашко пролеће који се одржава сваке године у мају и јуну. Зграду су пројектовали архитекта Јозеф Зитек и његов ученик Јозеф Шулц, а отворена је 8. фебруара 1885. Име је добила по Рудолфу, престолонаследнику Аустрије, који је председавао отварањем. Између 1919. и 1939. године зграда је коришћена као седиште чехословачког парламента.
Дворжакова дворана је једна од најстаријих концертних дворана у Европи. 4. јануара 1896. сам Антоњин Дворжак је дириговао Чешком филхармонијом у дворани на њеном првом концерту.
За време Прве чехословачке Републике зграда је служила као седиште Представничког дома.
У згради је сниман албум Николе Бенедетија из 2010: Чајковски и Брух: Концерти за виолину.

### Галерија Рудолфинум
У згради се налази и галерија Рудолфинум, уметничка галерија која се углавном фокусира на савремену уметност. Отворена је 1. јануара 1994. године и непрофитна је институција коју води и финансира чешко Министарство културе. Налази се у задњем делу Рудолфинума. Галерија Рудолфинум нема сопствену колекцију већ се ту се одржава низ привремених изложби. Има око 1.500 квадратних метара изложбеног простора. Директор галерије је Петр Недома.

## Галерија
- Дворжакова дворана
- Рудолфинум
- Кшиштоф Пендерецки и симфонијски оркестар, проба. Међународни музички фестивал Прашка јесен 2008.
- Рудолфинум ноћу
- Концертна дворана